# Barkeyville
Barkeyville är en kommun av typen borough i Venango County i Pennsylvania. Vid 2010 års folkräkning hade Barkeyville 207 invånare.